# S-350
L'S-350E Vityaz (in russo C-350 Витязь?, S-350 Vitjaz', nome in codice NATO SA-?) anche definito 50R6A Vityaz o, più comunemente, S-350, è un sistema missilistico antiaereo a medio raggio di nuova generazione progettato per neutralizzare velivoli, missili da crociera e missili balistici a distanze comprese fra i 120 ed i 5 km, offrendo una copertura dello spazio aereo a 360 gradi. Sviluppato dalla Almaz-Antey, già progettista dei sistemi antiaerei S-300 ed S-400, tra le file della VKS l'S-350 è chiamato a sostituire le versioni più antiquate dell'S-300 e del Buk ancora in servizio (S-300PS; Buk-M1) e contribuirà a formare una difesa aerea multi-strato lavorando in simbiosi con Buk-M3, S-400 ed S-500.
Caratteristica fondamentale dell'S-350 è la sua potenza di fuoco: dotato di un lanciatore da 12 celle, capienza 3 volte superiore a quella del lanciatore degli S-300, è ritenuto adatto per respingere attacchi di saturazione potendo ingaggiare 16 bersagli aerei o 12 missili balistici simultaneamente.
Il primo sistema di difesa aerea S-350 Vityaz è entrato in servizio nei ranghi della VKS nel febbraio 2020.

## Sviluppo
Il progetto di sviluppo del Vityaz è iniziato nel 2007, a seguito dell'interesse mostrato dal Ministero della Difesa russo nei confronti del prototipo del sistema a medio raggio KM-SAM realizzato da Almaz-Antey per la Corea del Sud.
Nel 2011 la fase di creazione della documentazione relativa al progetto di lavoro è stata completata.
Nel 2012, Almaz-Antey ha completato il primo prototipo che è stato presentato pubblicamente nel giugno 2013. L'agosto successivo è in mostra al MAKS-2013.
Nonostante gli annunci di un possibile inizio di produzione seriale nel 2015, i test di fabbrica non sono iniziati prima di quell'anno e si sono protratti fino al 2018 presso il poligono di Kapustin Yar. Nell'aprile 2019 i test di stato del Vityaz giungono a completamento. Il 23 dicembre dello stesso anno, la Almaz-Antey consegna il primo set del sistema S-350 al Ministero della Difesa russo.
Nel febbraio 2020 l'S-350 Vityaz entra in servizio attivo nelle forze aerospaziali russe, venendo impiegato attivamente presso il centro di addestramento delle forze missilistiche antiaeree di Gatchina.

## Composizione
Un'unità del sistema missilistico di difesa aerea Vityaz è costituita dai seguenti elementi, alloggiati ciascuno su un telaio a quattro assi BAZ:
- 3 lanciatori semoventi a 12 celle 50P6A
- 1 radar multifunzionale 50N6A
- 1 posto comando 50K6A
- 1 ponte radio tra radar e posto comando

Il lanciatore può lanciare tre tipologie di missili terra-aria: il 9M96E2 utilizzato anche sull'S-400, il 9M96E a medio raggio ed il 9M100 per ingaggi a corto raggio.

## Organizzazione
Ciascun battaglione di S-350 è composto da 12 unità Vityaz.

## Utilizzatori
Russia
- 6 unità consegnate. Ordine per 12 battaglioni (per un totale di 144 unità) da consegnarsi entro il 2027.[7]

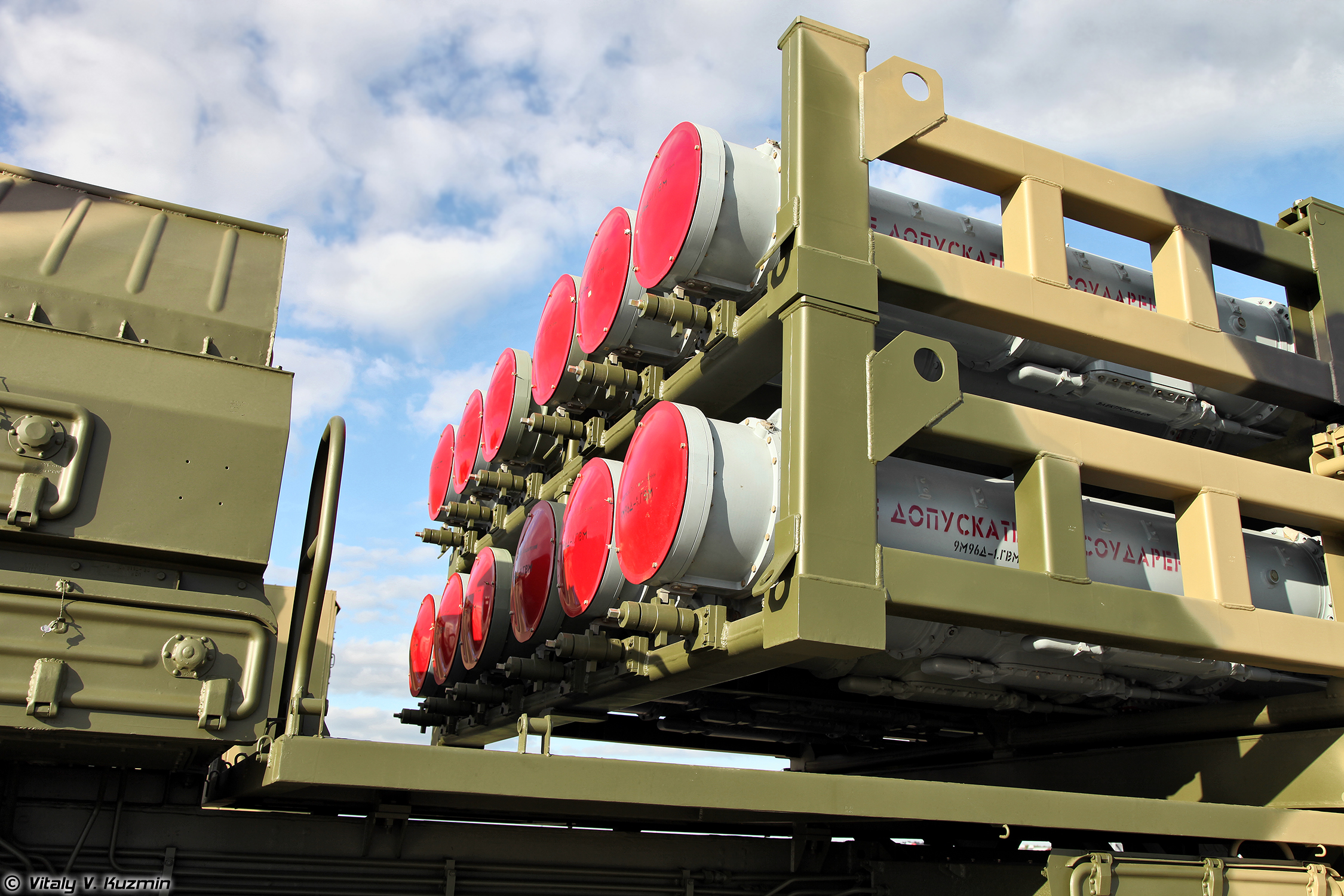
Close up del lanciatore a 12 celle.